# 閩南文化
閩南文化（閩南語白話字：Bân-lâm bûn-hòa；臺灣台語羅馬字拼音方案：Bân-lâm bûn-huà；潮州話白話字：Mâng-lâm  bûng-huè ；潮州話拼音：mang5 lam5 bhung5 huê3）為閩南人自古不斷發展至今的民族內涵、思想與習俗，又称下南文化、閩臺文化、臺閩文化、福佬文化、河洛文化，主要分布於福建泉漳、浙江南部廣東潮汕和海陸豐、臺灣、新加坡、印尼與馬來西亞。閩南文化內涵豐富，歷史上曾經先後融合閩越文化、華夏文化、伊斯蘭文化以及南洋文化。17世紀開始，閩南文化開始隨著閩南人往海外移民發展，並成為東亞及東南亞極具影響力的一種文化，至今為海外華人的主要文化之一。

## 語言文學

### 語言文字
閩南語為漢藏語系的一支，為古代閩越人所使用的閩越語與漢人入閩帶來漢語的結合；與其他南方漢語或中國週邊民族語言一樣，閩南語有大量漢語詞彙與本地詞彙的融合。閩南話白話文字發展，最早可以溯源至傳奇作品《荔鏡記》（Nāi-kèng-kì）；歌仔冊開始流傳於閩南與臺灣，歌仔冊文字因而成為閩南語書寫的先聲，對後世臺閩字的發展有重大影響。此外，19世紀時由基督教長老教會在福建廈門所創造並推行以拉丁字母拼音的白話字（Pe̍h-ōe-jī）亦為閩南語書寫的重要發展。

### 闽南白話文學

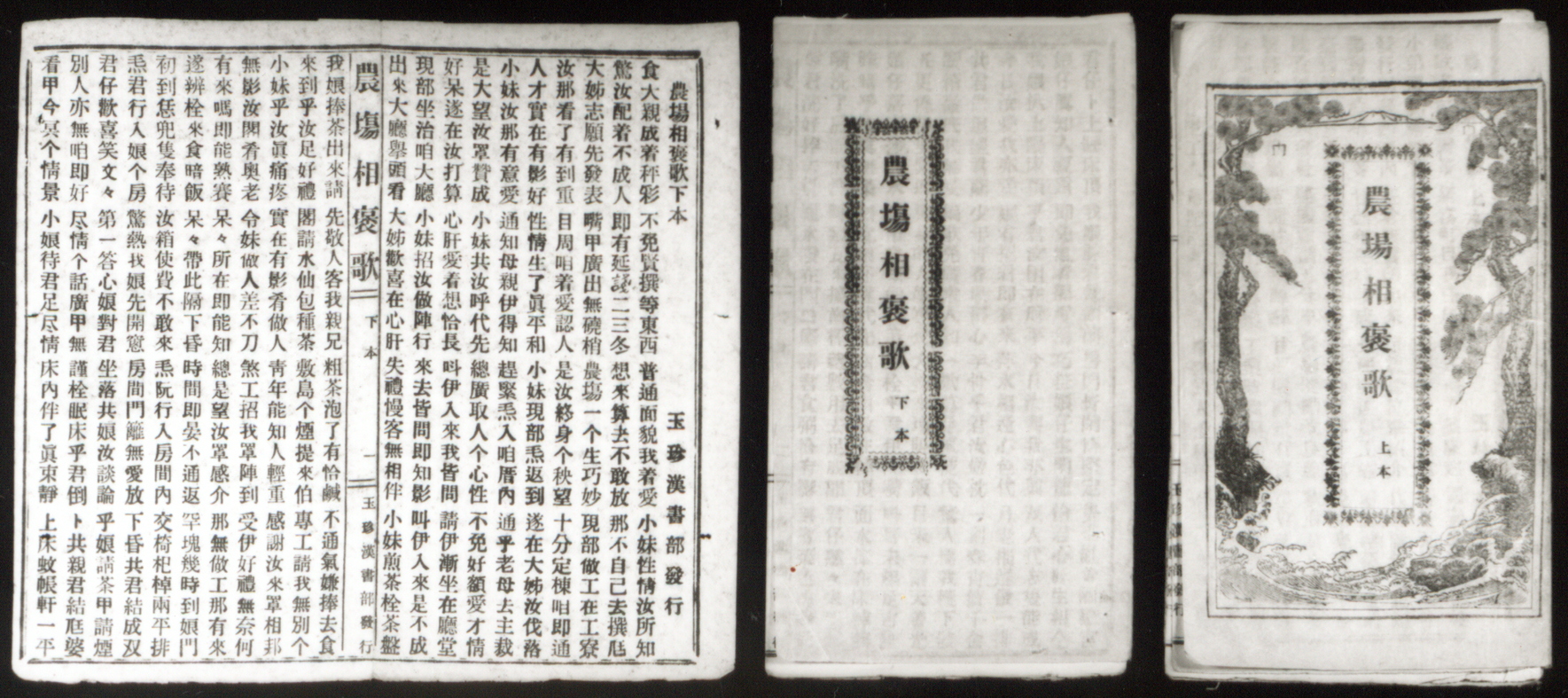
台灣日治時期的歌仔冊《農場相褒歌》

歌仔冊（Koa-á-chheh）是一種代表性的通俗閩南語白話文學形式，起源於19世纪，為歌仔由口頭流傳轉為文字記述的產物，主要流傳於閩南或臺灣等閩南人生活區域。歌仔冊內文多為「七言」的韻文文學，閩南語押韻但並不太整齊。歌仔冊文字的使用則不盡統一，經常以擬音、訓讀或造字的模式來書寫。由於歌仔冊唱本售價低廉、用語用字通俗易懂，使其影響層面迅速擴大至中低階層的廣大群眾。歌仔冊的用字是最能代表閩南語的通俗文字，對後世閩南語文學與臺閩字的發展仍有重大且深遠的影響。
講古（Kóng-kó）是一種閩南民間的口傳文學，運用大量豐富的閩南語口語詞彙，富含韻律、諺語、俗話、掌故、歌謠等特色，而內容大多是歷史章回小說的故事。

## 文化習俗

### 宗教
閩南人傳統上大多數信仰有儒教、道教和佛教三教合一的中國民間信仰或齋教等，亦有信仰佛教、道教、基督宗教與伊斯蘭教。

#### 佛教
- 釋迦佛、藥師佛、阿彌陀佛、西方三聖、觀音菩薩、地藏菩薩、文殊菩薩、普賢菩薩

#### 道教和鄉土神信仰
觀音、關帝、媽祖、哪吒、王爺與玄天上帝基本上是闽南民系共通的民間信仰，在明鄭時移民的臺灣闽南民系多半信奉明朝的護國海神玄天上帝，到了18世纪後移民臺灣的闽南民系逐漸信奉媽祖。帶來航海安全的媽祖信仰是闽南民系的特色，在闽南民系的聚居地可見到許許多多的媽祖廟。自明朝開始，闽南民系開始向海上貿易發展，北至天津南至爪哇，幾乎都有著闽南民系的足跡。也因此，媽祖信仰亦跟隨著闽南民系的擴張遍布沿海地區。
此外，由於是移墾社會，時常祭拜土地神，且因土地神能掌握農業以外，又能保佑商業與旅途，故視為重要神靈，以做牙為土地神祭日。
永春直隸州、泉州府：
- 三邑：
觀音菩薩（不分地域，廣泛信仰的神靈，晉江視為鄉土神，晉江，又稱泉安）、
倪府總管（晉江）、
青山王（惠安）、
廣澤尊王（南安、晉江十九都前坑鄉郭姓移民[6]）、
武惠尊王（又稱順正大王、俗稱紅祖公，晉江青陽移民、南安二十五都圳邊鄉胡姓移民[7]）、
清水祖師（南安）
- 安溪縣、永春直隸州：清水祖師、顯應祖師、法主公、雙忠尊王（尪公）、董公祖師、安溪城隍
- 同安縣：保生大帝（閩南地區廣泛信仰的神靈，同安視為鄉土神）、霞海城隍
- 同安縣金門：開浯恩主、蘇府王爺[8][9]
- 德化縣：三代祖師

漳州府：
- 跨縣信仰：開漳聖王、三官大帝、廣惠尊王（護國尊王）、保生大帝、五使公（大德禪師、楊府太師）、六使公、清水祖師、九龍三公、廣平尊王、良崗聖王、玉二聖母、伽藍尊王（例：薌城區西橋街道南星村上街社的昌姓家族[10]，當地屬龍溪縣十二三都詩墩保）、三山國王（原為廣東潮州信仰。隋開皇十一年（591年）的漳州部分地區曾屬潮州管轄，轄境為漳州梁山以南，包括平和西南地區和雲霄、東山、詔安全境[11]，次年（592年）改隸泉州龍溪縣；垂拱二年設立漳州，從泉州割龍溪縣南界地成立[12]。而《太平寰宇記》記載潮州晚至仍屬廣州風俗區）
- 漳浦縣：輔信王公、古公三王
- 平和縣：三坪祖師
- 南靖縣：慚愧祖師
- 雲霄縣：林太師
- 詔安縣：五顯大帝、武德尊侯

興化府：媽祖（不分泉、漳、潮，漢人普遍信奉媽祖，視為海神。興化人視為鄉土神）、水部尚書
潮州府：三山國王、大峰祖師、保生大帝、珍珠娘娘、雙忠

### 建築
土樓是閩南人的特色建築，源於漳州。土樓的起源，可追溯到唐朝陳元光戍兵漳州，58姓落戶閩南。閩南許多圓形山頭，至今還遺留古代兵寨的遺迹。圓形的山頭自然不宜築方形山寨，因此山寨遺迹多呈圓形。這些圓形山寨便是圓土樓的原型。最初的圓形兵寨只有一層，後來逐漸演變為民居，為了節省耕地，便向高發展，成為多層圓土樓。客家人移居閩南後，為了防衛需要，因此也學習閩南人建起土樓居住。2008年7月，46處閩南土樓成為世界文化遺產。
閩南建築強調屋脊及屋面的曲線，而屋脊又分為燕尾脊與馬背兩類型。燕尾脊是彎曲兩端上翹如燕尾般的屋脊，多用於廟宇及官宅；馬背則是兩端不翹起，形成拱起如馬背的山牆，用於民宅，而馬背山牆又分為五種形狀，象徵金、木、水、火、土五行。
閩南宅第建築格局有三合院、四合院、三院落三種形式：
- 三合院：「ㄇ」字形的三合院是最常見的建築形式。
- 三落院：以合院為基本格局，作縱向或橫向發展，為地方望族或官宅使用。
- 四合院：四合院形狀如「口」字形，為官紳地主所喜用。

傳統建材則多以「紅磚紅瓦」，因為歷來將紅色視為喜慶吉利的顏色，所以泉州人索性把紅磚叫做「福辦磚」，傳統臺灣閩南大厝或宮廟使用紅瓦。日治時期開始引入日式的黑瓦或灰瓦，因此現今台灣常見的黑瓦或灰瓦，除少部分屬於客家或潮州建築外，大部分為日治時代所營建的建築物。
| 構件         | 漳州派                                                    | 泉州派                                              |
| ------------ | --------------------------------------------------------- | --------------------------------------------------- |
| 柱           | - 用料較粗壯，梭柱收分明顯                                | - 用料較修長                                        |
| 樑           | - 斷面使用圓或方形，用料較大                              | - 斷面多用圓形，用料較小                            |
| 步口通樑     | - 樑頭常伸出吊筒，并雕以龍頭                              | - 樑頭止于吊筒，外以木雕封套                        |
| 束木（月樑） | - 月樑作肥身或平板枋形 - 束木置于疊斗的上層，直接承受桁木 | - 月樑作肥身斷面，上凸下凹 - 有時束木不直接承受桁木 |
| 瓜筒（瓜柱） | - 瓜筒多呈圓球的南瓜形                                    | - 瓜筒多呈修長的木瓜形                              |
| 斗           | - 多用簡單的方斗                                          | - 多用桃彎斗、六角斗、八角斗、圓斗                  |
| 拱           | - 多用造型多變的螭虎拱或草尾拱，拱身呈彎形                | - 多用簡潔的葫蘆平拱或關刀拱，拱較平直              |
| 雞舌拱       | - 常省略雞舌拱，直接以半圓槽的斗承受桁                    | - 用料較大，拱頭倒勾                                |
| 棟架         | - 坡度較平緩，桁木間距較大，架數較少                      | - 架數較多且坡度較陡峭，有如穿斗式屋架，喜作假四垂  |

| 基本布局 （街路厝）                                      | 附屬建築 | 室外院落 | 分布 |
| -------------------------------------------------------- | --- | --- | --- |
| 【一條龍】 三間張單落厝                                  | — | — | 漳州、泉州較常見 |
| 【一條龍】 三間張單落厝                                  | — | 前埕 | 漳州、泉州較常見 |
| 【三合院】 三間張櫸頭止 四間張櫸頭止 五間張櫸頭止        | — | — | 漳州、廈門較常見三間張 泉州較常見五間張 |
| 【三合院】 三間張櫸頭止 四間張櫸頭止 五間張櫸頭止        | — | 前埕 | 漳州、廈門較常見三間張 泉州較常見五間張 |
| 【三合院】 三間張櫸頭止 四間張櫸頭止 五間張櫸頭止        | 回向 | 前埕 | 漳州、廈門較常見三間張 泉州較常見五間張 |
| 【三合院】 三間張櫸頭止 四間張櫸頭止 五間張櫸頭止        | 單護厝 | 前埕 | 漳州、廈門較常見三間張 泉州較常見五間張 |
| 【三合院】 三間張櫸頭止 四間張櫸頭止 五間張櫸頭止        | 雙護厝 | 前埕 | 漳州、廈門較常見三間張 泉州較常見五間張 |
| 【三合院】 三間張櫸頭止 四間張櫸頭止 五間張櫸頭止        | 三護厝 | 前埕 | 漳州、廈門較常見三間張 泉州較常見五間張 |
| 【四合院】 三間張兩落大厝 四間張兩落大厝 五間張兩落大厝  | — | — | 漳州、廈門較常見三間張 泉州較常見五間張 |
| 【四合院】 三間張兩落大厝 四間張兩落大厝 五間張兩落大厝  | — | 前埕 | 漳州、廈門較常見三間張 泉州較常見五間張 |
| 【四合院】 三間張兩落大厝 四間張兩落大厝 五間張兩落大厝  | 單埕頭樓 | 前埕 | 漳州、廈門較常見三間張 泉州較常見五間張 |
| 【四合院】 三間張兩落大厝 四間張兩落大厝 五間張兩落大厝  | 雙埕頭樓 | 前埕 | 漳州、廈門較常見三間張 泉州較常見五間張 |
| 【四合院】 三間張兩落大厝 四間張兩落大厝 五間張兩落大厝  | 單突規房 | — | 漳州、廈門較常見三間張 泉州較常見五間張 |
| 【四合院】 三間張兩落大厝 四間張兩落大厝 五間張兩落大厝  | 單護厝 | — | 漳州、廈門較常見三間張 泉州較常見五間張 |
| 【四合院】 三間張兩落大厝 四間張兩落大厝 五間張兩落大厝  | 單護厝 | 前埕 | 漳州、廈門較常見三間張 泉州較常見五間張 |
| 【四合院】 三間張兩落大厝 四間張兩落大厝 五間張兩落大厝  | 雙護厝 | 前埕 | 漳州、廈門較常見三間張 泉州較常見五間張 |
| 【四合院】 三間張兩落大厝 四間張兩落大厝 五間張兩落大厝  | 單護厝+回向 | 前埕 | 漳州、廈門較常見三間張 泉州較常見五間張 |
| 【四合院】 三間張兩落大厝 四間張兩落大厝 五間張兩落大厝  | 雙護厝+回向 | 前埕 | 漳州、廈門較常見三間張 泉州較常見五間張 |
| 【四合院】 三間張兩落大厝 四間張兩落大厝 五間張兩落大厝  | 單護厝+單埕頭樓 | 前埕 | 漳州、廈門較常見三間張 泉州較常見五間張 |
| 【四合院】 三間張兩落大厝 四間張兩落大厝 五間張兩落大厝  | 雙護厝+單埕頭樓 | 前埕 | 漳州、廈門較常見三間張 泉州較常見五間張 |
| 【四合院】 三間張兩落大厝 四間張兩落大厝 五間張兩落大厝  | 雙護厝+雙埕頭樓 | 前埕 | 漳州、廈門較常見三間張 泉州較常見五間張 |
| 【四合院】 三間張兩落大厝 四間張兩落大厝 五間張兩落大厝  | 雙護厝+單埕頭樓+回向 | 前埕 | 漳州、廈門較常見三間張 泉州較常見五間張 |
| 【四合院】 三間張兩落大厝 四間張兩落大厝 五間張兩落大厝  | 雙護厝+雙埕頭樓+回向 | 前埕 | 漳州、廈門較常見三間張 泉州較常見五間張 |
| 【四合院】 三間張兩落大厝 四間張兩落大厝 五間張兩落大厝  | 單護厝 | 前埕+單側院 | 漳州、廈門較常見三間張 泉州較常見五間張 |
| 【四合院】 三間張兩落大厝 四間張兩落大厝 五間張兩落大厝  | 雙護厝+回向 | 前埕+後界土 | 漳州、廈門較常見三間張 泉州較常見五間張 |
| 【四合院】 三間張兩落大厝 四間張兩落大厝 五間張兩落大厝  | 單護厝+單埕頭樓 | 前埕+單側院 | 漳州、廈門較常見三間張 泉州較常見五間張 |
| 【四合院】 三間張兩落大厝 四間張兩落大厝 五間張兩落大厝  | 單護厝 | 前埕+單側院+後界土 | 漳州、廈門較常見三間張 泉州較常見五間張 |
| 【四合院】 三間張兩落大厝 四間張兩落大厝 五間張兩落大厝  | 雙護厝 | 前埕+雙側院+後界土 | 漳州、廈門較常見三間張 泉州較常見五間張 |
| 【三合院、四合院組合】 三間張兩落櫸頭止 五間張兩落櫸頭止 | — | 前埕 | 泉州較常見 |
| 【三合院、四合院組合】 三間張兩落櫸頭止 五間張兩落櫸頭止 | 單護厝 | 前埕 | 泉州較常見 |
| 【三合院、四合院組合】 三間張兩落櫸頭止 五間張兩落櫸頭止 | 雙護厝+雙埕頭樓 | 前埕 | 泉州較常見 |
| 【四合院】 三間張三落大厝 五間張三落大厝                 | — | 前埕 | 漳州、廈門較常見三間張 漳州、泉州較常見五間張 |
| 【四合院】 三間張三落大厝 五間張三落大厝                 | 回向 | 前埕 | 漳州、廈門較常見三間張 漳州、泉州較常見五間張 |
| 【四合院】 三間張三落大厝 五間張三落大厝                 | 單護厝 | 前埕 | 漳州、廈門較常見三間張 漳州、泉州較常見五間張 |
| 【四合院】 三間張三落大厝 五間張三落大厝                 | 雙護厝 | 前埕 | 漳州、廈門較常見三間張 漳州、泉州較常見五間張 |
| 【四合院】 三間張多落大厝 五間張多落大厝                 | — | 前埕 | 廈門、泉州較常見三間張 漳州較常見五間張 |
| 【四合院】 三間張多落大厝 五間張多落大厝                 | 雙護厝 | 前埕 | 廈門、泉州較常見三間張 漳州較常見五間張 |
| 【名詞解釋】                                             | | | |
| 大厝身                                                   | 民居建築的主體，由各落及櫸頭組成。 | 民居建築的主體，由各落及櫸頭組成。 | 民居建築的主體，由各落及櫸頭組成。 |
| 間                                                       | 衡量建築面闊的標準，廈門、泉州稱「開間」為「間張」，漳州為「間過」。 以三間張、五間張較常見，單落規（四間張）較少。 | 衡量建築面闊的標準，廈門、泉州稱「開間」為「間張」，漳州為「間過」。 以三間張、五間張較常見，單落規（四間張）較少。 | 衡量建築面闊的標準，廈門、泉州稱「開間」為「間張」，漳州為「間過」。 以三間張、五間張較常見，單落規（四間張）較少。 |
| 落                                                       | 衡量建築進深的標準，泉州也稱為「進」。 | 衡量建築進深的標準，泉州也稱為「進」。 | 衡量建築進深的標準，泉州也稱為「進」。 |
| 櫸頭                                                     | 兩落之間的廂房，漳州、廈門稱為「伸腳」，可作為廚房或閒雜間。 | 兩落之間的廂房，漳州、廈門稱為「伸腳」，可作為廚房或閒雜間。 | 兩落之間的廂房，漳州、廈門稱為「伸腳」，可作為廚房或閒雜間。 |
| 櫸頭止                                                   | 單櫸頭（泉州）：漳州稱為「下山虎」，廈門為「四房二伸腳」。 雙櫸頭（泉州）：漳州稱為「爬獅」，廈門為「四房四伸腳」。 漳州、廈門兩種形式皆有。 | 單櫸頭（泉州）：漳州稱為「下山虎」，廈門為「四房二伸腳」。 雙櫸頭（泉州）：漳州稱為「爬獅」，廈門為「四房四伸腳」。 漳州、廈門兩種形式皆有。 | 單櫸頭（泉州）：漳州稱為「下山虎」，廈門為「四房二伸腳」。 雙櫸頭（泉州）：漳州稱為「爬獅」，廈門為「四房四伸腳」。 漳州、廈門兩種形式皆有。 |
| 兩落大厝                                                 | 漳州稱為「四點金」。 第一進為「下落」，門廳所在；第二進為「頂落（上落）」，大廳及主要居住用房所在。 下落、頂落以及櫸頭圍合成的空間，稱為「天井」或「深井」，常鋪以條石。                                                                                    | 漳州稱為「四點金」。 第一進為「下落」，門廳所在；第二進為「頂落（上落）」，大廳及主要居住用房所在。 下落、頂落以及櫸頭圍合成的空間，稱為「天井」或「深井」，常鋪以條石。                                                                                    | 漳州稱為「四點金」。 第一進為「下落」，門廳所在；第二進為「頂落（上落）」，大廳及主要居住用房所在。 下落、頂落以及櫸頭圍合成的空間，稱為「天井」或「深井」，常鋪以條石。                                                                                    |
| 護厝                                                     | 保護大厝身的縱向建築，用於擴充居住空間，又稱為「護龍」、「護甲」。 | 保護大厝身的縱向建築，用於擴充居住空間，又稱為「護龍」、「護甲」。 | 保護大厝身的縱向建築，用於擴充居住空間，又稱為「護龍」、「護甲」。 |
| 埕頭樓                                                   | 前埕兩側加建的縱向附屬建築，用於儲藏，較少居住。 泉州稱為「埕頭樓」，廈門、漳州稱為「護厝頭」。 | 前埕兩側加建的縱向附屬建築，用於儲藏，較少居住。 泉州稱為「埕頭樓」，廈門、漳州稱為「護厝頭」。 | 前埕兩側加建的縱向附屬建築，用於儲藏，較少居住。 泉州稱為「埕頭樓」，廈門、漳州稱為「護厝頭」。 |
| 回向                                                     | 前埕前方設置的單層橫向建築，對大厝身有遮擋海風及加強防禦的作用。 可用於儲藏、書房、店面以及居住，泉州地區較常見。 | 前埕前方設置的單層橫向建築，對大厝身有遮擋海風及加強防禦的作用。 可用於儲藏、書房、店面以及居住，泉州地區較常見。 | 前埕前方設置的單層橫向建築，對大厝身有遮擋海風及加強防禦的作用。 可用於儲藏、書房、店面以及居住，泉州地區較常見。 |
| 突規房                                                   | 緊鄰三間張大厝加建的縱向房屋，增補使用空間。 | 緊鄰三間張大厝加建的縱向房屋，增補使用空間。 | 緊鄰三間張大厝加建的縱向房屋，增補使用空間。 |
| 前埕                                                     | 大厝正前方的空地，可鋪設條石或紅磚，成為「石埕」或「磚埕」。 可環以圍牆區隔前埕和外界，此牆又稱為「牆街」或「埕圍」。 一般在大門前方左右兩側或單側設門，稱為「牆街門」，門上設屋頂則稱為「門路亭」。 正對大門處的埕圍，可增高建為「照壁」，飾以鎮煞的圖案。 | 大厝正前方的空地，可鋪設條石或紅磚，成為「石埕」或「磚埕」。 可環以圍牆區隔前埕和外界，此牆又稱為「牆街」或「埕圍」。 一般在大門前方左右兩側或單側設門，稱為「牆街門」，門上設屋頂則稱為「門路亭」。 正對大門處的埕圍，可增高建為「照壁」，飾以鎮煞的圖案。 | 大厝正前方的空地，可鋪設條石或紅磚，成為「石埕」或「磚埕」。 可環以圍牆區隔前埕和外界，此牆又稱為「牆街」或「埕圍」。 一般在大門前方左右兩側或單側設門，稱為「牆街門」，門上設屋頂則稱為「門路亭」。 正對大門處的埕圍，可增高建為「照壁」，飾以鎮煞的圖案。 |
| 側院                                                     | 大厝一側的空地，可作為巷路、花園或將來擴建突規房甚至護厝，廈門較常見。 | 大厝一側的空地，可作為巷路、花園或將來擴建突規房甚至護厝，廈門較常見。 | 大厝一側的空地，可作為巷路、花園或將來擴建突規房甚至護厝，廈門較常見。 |
| 後界土                                                   | 大厝後方的空地，可作為後院或將來擴建之用，泉州、廈門較常見。 | 大厝後方的空地，可作為後院或將來擴建之用，泉州、廈門較常見。 | 大厝後方的空地，可作為後院或將來擴建之用，泉州、廈門較常見。 |

### 服飾
早期服飾為漢服或唐裝，現代大多以西裝或襯衫為主要服飾。
- 惠安女
- 蟳埔女

惠安女服飾為一種閩南的特色文化，是中國第一批國家級非物質文化遺產名錄。

### 飲食
閩南人歷來講究飲食，形成「鮮、香、淡」的獨特風味，在色香味上獨樹一幟。飲食注重口味、營養、多樣，一般喜酸甜而不喜辛辣，喜清淡而不喜油膩。飲食種類繁多，有小菜、熱菜、湯羹、主食、甜點、水果六種類別。廚師利用豐厚的特産，融合了閩南潮汕等地方美食「炒、炸、煎、燴」等傳統工藝，綜合體現了各地闽南民系人飲食的特色。蚵仔煎、魚仔糜、魚丸、丸仔湯、麵線糊、糯米腸、肉粽等等皆為各地闽南人居住地區飲食的著名代表。
| 種類   | 品名     | 備註 |
| ------ | -------- | --- |
| 牛     | 牛肉炕塊 | 牛肉塊川燙去腥汙，以老薑、桂皮、當歸、八角、醬油、紹興酒等調料燉煮至酥爛。                                                                                              |
| 牛     | 牛排     | 帶肉牛肋骨切段，川燙去腥汙，與中藥材、咖哩、冰糖等調料燉煮至酥爛，湯汁呈金黃色。                                                                                        |
| 牛     | 牛肉羹   | 牛肉除去筋膜，捶打成泥，與調料、番薯粉攪拌均勻，分次捏成不規則狀下鍋川燙撈出， 再與調料勾芡成羹湯。                                                                     |
| 牛     | 牛肉丸   | 即牛肉摃丸。牛後腿肉除去筋膜，捶打成泥，與調料、澱粉攪拌均勻，分次捏出丸狀下鍋川燙撈出， 可煮牛骨湯或切丁和蔬菜拌炒。                                                   |
| 牛     | 牛頭獅   | 即牛肉火鍋，以多個部位的牛肉與其他配料熬煮。 |
| 豬     | 風腸     | 豬前腿肉切丁，與料理酒、調味料攪拌均勻後醃漬。豬小腸洗淨，以棉線束緊一端，填入醃漬豬肉， 兩端束緊吊掛陰乾數日。                                                         |
| 豬     | 煙腸     | 風腸餡料加入番薯粉攪拌均勻，灌腸後不陰乾，水煮撈起食用。 |
| 豬     | 封豬腳   | 帶骨豬蹄川燙去腥汙，瀝乾水份下鍋油炸，撈起與配料、調味料、料理酒及中藥材燉煮。                                                                                          |
| 豬     | 捆蹄     | 去骨豬蹄塗抹調味料，以棉線捆緊醃漬數日，再放入滷包加水蒸熟，切片調味後食用。                                                                                            |
| 豬     | 肉圓     | 即豬肉摃丸，以豬後腿肉製作。 |
| 豬     | 豬血湯   | 湯底為大骨湯加中藥材，放入豬料（凝固豬血）、蔥花、豬大腸、豬油粕。可添加醋肉、油條食用。                                                                                |
| 豬     | 扁食     | 豬絞肉加入蝦米、蔥花、紅蔥頭的細末以及澱粉攪拌均勻，填入扁食皮收合捏緊，放入大骨湯煮熟。                                                                                |
| 豬     | 燒賣     | 餡料量較扁食多，且燒賣皮並不收合至頂部，蒸熟後食用。 |
| 豬     | 五香     | 或稱「雞捲」。豬絞肉加入荸薺丁、蔥花、雞蛋、番薯粉及調味料攪拌均勻，以豆皮捲成長條油炸。                                                                                |
| 豬     | 醋肉     | 豬肉切塊，和料理酒、醋搓揉均勻，沾番薯粉入鍋煎炸。 |
| 豬     | 醬瓜肉   | 醬瓜、香菇、紅蔥頭切碎與豬絞肉、調味料翻炒燜煮或攪拌均勻蒸熟。 |
| 禽     | 鹽雞     | 童子雞放血、去毛後，扒去腹內（內臟）置於鍋中，以鹽覆蓋整隻雞烹煮。 |
| 禽     | 麻油雞   | 雞肉、麻油及調味料進行醃漬，老薑切片與麻油翻炒至焦脆，醃漬雞肉、配料及料理酒先行燜煮， 再放入麻油薑片。                                                                 |
| 禽     | 菠蘿胗花 | 雞胗或鴨胗切花，以料理酒醃漬去腥，入鍋加調味料翻炒，再加入切塊的菠蘿燜煮。                                                                                              |
| 禽     | 鹽燒鴨   | 全鴨與調味料、薑片放入內鍋，砂或鹽放入外鍋，隔熱烹煮。 |
| 禽     | 芋香燒鴨 | 芋頭切條川燙，鴨肉切條煎炒，再與肉湯、調味料及紹興酒燜煮。 |
| 禽     | 鹹水鴨   | 全鴨放血、去毛，扒去內臟改填以調味料醃漬數日，川燙去腥汙，撈起切塊調味。                                                                                                |
| 禽     | 冬粉鴨   | 鴨湯加入鴨內臟、鴨血、薑片、冬粉、蔥花、芫荽以及經過調味的鴨肉。 |
| 禽     | 鴨仔糜   | 鴨肉與老薑、當歸煮熟，放涼後切丁，加入大骨湯、鴨湯、米飯及調味料烹煮。                                                                                                  |
| 水產   | 魚丸     | 鰻魚、狗母魚或馬鮫之魚漿，和水、番薯粉攪拌，分次捏出丸狀，填以豬肉為內餡，下鍋川燙撈出。                                                                                |
| 水產   | 魚鬆     | 大黃魚、狗母魚、巴朗魚或雜魚，蒸熟後剔除魚骨，以花生油煎炒攪碎成黃色的魚茸， 再添加白糖、老酒製成。                                                                     |
| 水產   | 魚卷     | 鰻魚、狗母魚或馬鮫之魚漿，和水、清粉（番薯粉）攪拌， 並調以油蔥、荸薺、蔥、薑、扁魚、蝦米，捲成條狀蒸熟，可進一步清燉或油炸。                                           |
| 水產   | 玉盞豆腐 | 鱖魚肉泥和鴨卵清、麵粉、澱粉攪拌成魚漿，放入酒盞，填入蝦米、豬肉、扁魚等切碎製成的內餡， 再覆蓋一層魚漿，最後灑上切碎的香菇、蔥、煎熟的鴨卵仁薄片等細丁蒸熟。           |
| 水產   | 馬鮫羹   | 馬鮫肉和雞蛋白、白糖、番薯粉、料理酒混合後攪拌成泥，分次捏成不規則狀下鍋川燙撈出， 再與調料勾芡成羹湯。                                                                 |
| 水產   | 魚仔糜   | 湯底為大骨湯，放入糯米飯攪拌，再加入加力魚丁、豬肉丁、配料、調味料及料理酒烹煮。                                                                                        |
| 水產   | 炸糟鰻   | 鰻魚洗淨切塊，與薑泥、蒜泥、雞蛋、紅糟、五香粉及料理酒攪拌均勻進行醃漬， 再塗抹番薯粉入鍋油炸。                                                                         |
| 水產   | 章魚     | 小章魚沾醋、辣醬、香油以及薑絲食用。 |
| 水產   | 鱟羹     | 鱟肉、鱟膏與調料勾芡煮至濃稠狀，可加上醋、薑絲、蒜泥食用。 |
| 水產   | 桂花蠘   | 梭子蟹之蟹肉、蟹黃，加上打散的雞蛋、鴨蛋以及芹菜段、荸薺丁、肥豬肉丁，攪拌煎炒， 呈紅、黃、白相間之色澤，猶如八月的桂花。食用前添加香油及芫荽。                         |
| 水產   | 蝦棗     | 鮮蝦剝殼去除背部腸泥後拍碎，與豬肉、荸薺、鹽水攪拌成糊，再捏成丸油炸至金黃色，狀似金棗。                                                                                |
| 水產   | 蚵䭔     | 粉漿舀在圓勺內，放入蚵及切碎的蔥、蒜和其他蔬菜配料，入鍋油炸至金黃色。                                                                                                  |
| 水產   | 蚵仔煎   | 蚵仔加入粉漿、蒜苗、雞蛋翻炒，淋上醬汁食用。 |
| 水產   | 炒花蛤   | 花蛤泡水吐沙，與薑絲、蒜末、碎辣椒、醬油、醋及醬料翻炒並燜熟。 |
| 水產   | 清燉竹蟶 | 竹蟶泡水吐沙，與薑絲、料理酒浸泡再行燉煮。 |
| 水產   | 土筍凍   | 土筍（可口革囊星蟲）置於水中，吐出穢物後熬煮出膠質，待其冷卻凝結即為土筍凍。                                                                                            |
| 水產   | 炒海金針 | 海金針（裸體方革星蟲）置於水中，吐出穢物後與金針菇、豆芽菜拌炒。 |
| 麵粉   | 滷麵     | 湯底為大骨湯，放入炸物、滷料、蝦仁、魷魚乾、筍絲、香菇絲、金針花，打入雞蛋攪拌並勾芡， 再加入黃麵及蔬菜。                                                               |
| 麵粉   | 蝦麵     | 湯底為蝦湯，加入黃麵、蝦仁、魚丸、蔬菜。 |
| 麵粉   | 沙茶麵   | 湯底為大骨湯、沙茶醬，加入黃麵、肉類、蔬菜。 |
| 麵粉   | 手抓麵   | 將黃麵捲成麵餅，塗抹醬料並放入炸物食用。 |
| 麵粉   | 麵線糊   | 湯底為大骨湯或海鮮熬製的湯，放入麵線並勾芡，再加上海鮮、炸物或滷料。 |
| 麵粉   | 發糕     | 麵粉與糖、酵母粉、配料攪拌均勻，靜置發酵，蒸熟後放涼切塊食用。 |
| 麵粉   | 滿煎粿   | 麵粉與雞蛋、糖、酵母粉攪拌均勻，靜置發酵，再倒入鍋中加熱，鋪上花生、芝麻甜餡，繼續加熱， 對折成半圓形切塊食用。                                                         |
| 麵粉   | 油炸鬼   | 或稱「油炸粿」，即油條，亦常搭配羹、湯食用。 |
| 麵粉   | 馬蹄酥   | 麵粉、水及白糖攪拌均勻，部分麵團揉入餡料擀成中層麵皮，以無餡的上下層夾合中層，入鍋油炸。                                                                                |
| 麵粉   | 蒜蓉枝   | 或稱「索仔股」、「索仔條」，為麻花的一種。麵團切成長條，擰出雙股繩索纏繞的螺旋形狀， 下鍋油炸後撈起放涼，再浸泡添加蒜蓉的糖水，待蒜蓉糖衣凝結，恰似寒樹掛霜。           |
| 麵粉   | 枕頭餅   | 麵粉與豬油攪拌均勻，靜置發酵，再加水擀入奶油，製作酥皮麵團。將豬肉、冬瓜糖切丁， 與芝麻粉、花生粉及白糖混合成內餡，填入分次捏製的小長方條枕頭狀酥皮麵團，入鍋油炸撈起。 |
| 麵粉   | 虎咬草   | 空心燒餅撞出一個缺口（虎口），放入花生糖（虎舌），餅皮內側抹上甜辣醬（老虎口水）， 再夾入芫荽（草）。                                                                   |
| 麵粉   | 潤餅     | 潤餅皮鋪平，放上蔬菜、海鮮、肉類、煎蛋絲、豆製品、花生粉及糖粉，包裹成卷。                                                                                              |
| 麵粉   | 麵茶     | 麵粉炒至暗黃色後過篩，再與油蔥酥、白糖、芝麻（或花生粉）攪拌均勻。可沖泡開水呈糊狀食用。                                                                                |
| 食飯米 | 菜飯     | 以豬油煎炸紅蔥頭，放入蔥花、蝦米、香菇、木耳、豆類、蔬菜、炸豆腐或蚵乾翻炒， 再加水和米飯燜煮。                                                                         |
| 食飯米 | 菜頭粿   | 米加水研磨成漿，加入菜頭籤（蘿蔔刨絲）熬煮並持續攪拌粿漿，粿漿蒸熟後可切片沾麵粉漿油炸， 並沾醬食用。                                                                   |
| 食飯米 | 碗粿     | 米漿與餡料盛入碗中蒸熟，劃碎叉起沾醬食用。 |
| 食飯米 | 九重粿   | 米漿蒸熟後再覆蓋一層蒸煮，直至九層。每層可混入不同成份呈現相異顏色。 |
| 食飯米 | 炒粿條   | 粿皮曬乾後切成一指寬的粿條，加入調味料、蛋類、蔬菜及肉類翻炒。 |
| 食飯米 | 炒米粉   | 米粉川燙瀝乾，調味料、香菇絲、海鮮、蔬菜及肉類先行翻炒，再放入米粉攪拌均勻燜熟。                                                                                        |
| 食飯米 | 米篩目   | 米漿用布袋壓擠出水份成為「粿粹」，與番薯粉攪拌成團，再揉捏成細條，煮熟後撈起冷卻。 可做為甜食或鹹食。                                                                   |
| 食飯米 | 鼎邊糊   | 米漿澆入熱鍋邊形成薄皮，再鏟入滷湯，放入芫荽、豬肉、豬血、海鮮、滷料及油條。                                                                                            |
| 食飯米 | 米芳     | 或稱「米香」。米煮熟後曬乾，入鍋油炸撈起，與炒花生、熬熱的麥芽膏混合均勻，擀成厚片， 冷卻後切塊食用。                                                                   |
| 糯米   | 油飯     | 糯米浸泡後，瀝乾蒸熟，先行翻炒配料及調味料，加入糯米飯攪拌翻炒均勻，再放入芫荽。                                                                                        |
| 糯米   | 肉粽     | 糯米洗淨與油蔥酥、滷汁翻炒，加上滷三層肉、香菇、筍乾、魷魚乾、蝦米、調味料， 及蓮子或栗子、雞蛋或鴨蛋，以竹葉包裹綑好，浸入沸水煮熟。                                   |
| 糯米   | 豆粽     | 主要添加豆類做為粽料。 |
| 糯米   | 鹼粽     | 糯米浸泡鹼水後，以竹葉包裹綑好浸入沸水煮熟，可沾糖食用或切片煎至外表焦脆。                                                                                              |
| 糯米   | 糯米腸   | 豬大腸去除油脂後洗淨，填入浸泡過的糯米，兩頭束緊蒸熟。可切片煎至外表焦脆沾白糖食用。                                                                                    |
| 糯米   | 米血糕   | 糯米浸泡後，加入新鮮液體豬血攪拌均勻蒸熟。可切塊沾花生粉、薑醋汁或油炸、煮湯食用。                                                                                      |
| 糯米   | 雙糕潤   | 糯米浸泡後磨碎，舂至適當的黏性，分別加入紅、白糖貼合出雙色雙層或三層糕體， 灑上配料後蒸熟，切塊食用。                                                                   |
| 糯米   | 茯苓糕   | 糯米粉、茯苓粉及糖粉混合均勻過篩後，沾水產生顆粒，將顆粒揉細，再重複將溼粉過篩、揉細。 放一層濕粉入蒸籠，鋪上餡料，再覆蓋一層濕粉，蒸熟後切塊食用。                     |
| 糯米   | 桔紅糕   | 炒糯米粉、蜜製金桔碎末及紅麴粉加入糖水攪拌，分小團搓成長條，再切出小圓柱沾滿白糖。                                                                                      |
| 糯米   | 紅龜粿   | 糯米加水研磨成漿，以食用紅粉染色，填入豆沙、花生或芝麻甜餡，蒸熟後用龜粿模壓出花紋。                                                                                    |
| 糯米   | 鼠麴粿   | 做法與紅龜粿相似，改以鼠麴草混入糯米團染色。 |
| 糯米   | 麻蓼     | 或稱「麻粩」、「麻棗」。糯米浸泡後蒸熟，舂出適當黏性，米團切成長條後曬乾，入鍋油炸撈起。 與麥芽糖漿翻炒，再沾上炒熱的芝麻粒並覆蓋整個表面。                             |
| 糯米   | 鹼糍     | 糯米浸泡草鹼水，磨漿去除水分舂製而成的麻糍。 |
| 藿米   | 藿米糍   | 藿米蒸熟，再舂製而成。可加糖或以配料拌炒為鹹食。 |
| 澱粉   | 炒冬粉   | 冬粉浸泡軟化，先行翻炒配料，再加入冬粉繼續翻炒並調味。 |
| 番薯   | 番薯粉團 | 番薯粉加水與配料攪拌均勻，分次捏出小團後煎炒或蒸熟，可和蔬菜、海鮮、米粉、麵線煮成鹹湯。                                                                                |
| 番薯   | 炸棗     | 番薯泥與糯米粉、白糖攪拌均勻後分成小丸或小圓條，包入餡料入鍋油炸。 |
| 芋頭   | 八寶芋泥 | 芋頭去皮後蒸熟，擀成芋泥，與油蔥酥、糖、豬油攪拌均勻後，以一半芋泥鋪底， 放入八種配料製成的內餡，再覆蓋另一半芋泥，進行第二次蒸煮。                                     |
| 芋頭   | 芋圓     | 芋籤（芋頭刨絲）與番薯粉攪拌，分次捏成丸，包入豬肉、蝦米、蔥花、調味料製成的內餡， 蒸熟後可沾糖粉、花生粉、辣醬或煮大骨湯食用。                                         |
| 芋頭   | 芋包     | 白米磨漿和芋泥攪拌均勻，擠出水份，以一半鋪底，放入甜餡或鹹餡，再覆蓋另一半進行蒸煮。                                                                                    |
| 大豆   | 豆奶     | 即豆漿。 |
| 大豆   | 豆腐花   | 即豆花，可放入甜湯或加入滷料食用，甜鹹均有。 |
| 大豆   | 水靈丸   | 豆腐壓成泥並擠出水份，將碎香菇、碎花生、蔬菜與豆腐泥、調味料攪拌均勻，分次捏成丸狀蒸熟。                                                                                |
| 綠豆   | 翰林糕   | 即綠豆糕。 |
| 綠豆   | 綠豆粉粿 | 綠豆浸泡後磨漿，除去渣滓，再沉澱曬乾製成綠豆粉。將綠豆粉混合糖水加熱，持續攪拌， 放涼後凝結成塊。                                                                       |
| 石花菜 | 石花膏   | 即洋菜凍，可加入配料及糖水食用。 |
| 仙草   | 仙草粿   | 即仙草凍，可加入配料及糖水食用。 |
| 糖     | 糖       | 麥芽膏、明糖、貢糖。 |
| 蔬果乾 | 柿餅     | 柿乾。 |
| 蔬果乾 | 檬脯     | 檸檬乾。 |
| 蔬果乾 | 蜜橘     | 以大金橘蜜漬。 |
| 蔬果乾 | 冬瓜條   | 冬瓜條浸泡石灰水，加糖熬煮成冬瓜糖。 |
| 茶酒   | 酒       | 糯米酒、米燒酒、番薯酒、高粱酒、紹興酒。 |
| 茶酒   | 茶       | 石亭綠、烏龍茶（茶種相當多樣）。 |

### 茶文化
工夫茶（Kang-hu-tê）是閩南泉漳廈、廣東潮汕以及台灣十分流行的茶文化；「工夫」一詞即代表為一種仔細講究且費時費工的茶藝精神。這項茶藝「工夫」除了表現在製茶與泡茶等準備方面之外，也充分還表現在品飲和茶具等享受方面。因此，閩南人將飲茶的行為曰作「食茶（chia̍h-tê）」，與吃飯進食同等莊重。
漳州乃水仙之鄉，安溪是鐡觀音及烏龍茶的原產地

### 家族
在閩南的文化中，蘊含著「重鄉崇祖」的文明內涵，閩南人的家族本位以及注重本土的精神從許多方面能夠看出端倪。閩南人十分注重本身文化與語言的傳承，多數閩南人皆十分強調宗族血緣與同鄉情懷，藉由撰修祖譜、建設祠堂來凝聚血緣文化的關係。此外，閩南人亦藉著追溯本族歷史、傳承閩南語言文化、沿襲歲時習俗以及傳承民間信仰來鞏固文化脈絡的延續。传统闽南文化中亦看中生子，重男轻女。

## 人文藝術

### 音樂

#### 南管
南管，原稱絃管，於各地又有南音、南樂、五音、郎君樂、御前清曲、御前清音、泉州南音、福建南音等別稱。
南管的歷史相當悠久，是典型的漢族音樂模式，屬於絲竹型的中國傳統音樂；南管樂曲分有指、譜、曲三類，「指」又稱指套，即套曲，為有譜、有詞、有人物故事可供演唱之內容者。「譜」指樂器演奏曲，「曲」又稱唱曲，即散曲，為供演唱之單曲。南管音樂為古老中國漢族傳統音樂，以泉州一帶為發源地，流傳於現今的臺灣閩南裔族群聚居地區和閩南語系泉漳話地區，傳承了漢魏以來的古樂遺風。
與智化寺京音樂等，為現存最古老的幾個合奏樂種。在臺灣，與具有北方特色的北管相對。
南管以五人之間的合奏為主，五樣樂器各有專屬的定位，演奏時可聽見各樂器的細緻樂音，相輔相成、不相雜沓，包括拍板、琵琶、三絃、洞簫、二絃。有純器樂演奏曲，也有執拍者歌唱的曲目。曲調高雅，素有千載清音的美譽。因作為閩南地區的核心樂種，被諸多閩南劇種吸收運用，如、泉州木偶戲等等。2009年列入聯合國教科文組織人類無形文化遺產代表名錄，流傳於中國的廈門、泉州、漳州，以及臺灣、東南亞的菲律賓、新加坡、馬來西亞、印度尼西亞等華裔閩南人聚居地諸地。

#### 歌仔
歌仔（Koa-á）是閩南語民歌、小曲的通稱。

#### 潮州音樂
潮州音樂，簡稱潮樂，是主要流傳於廣東潮汕地區的傳統音樂，有「唐宋遺音」、「華夏正聲」之稱。潮州音樂大致可分為鑼鼓樂、弦詩樂、細樂、廟堂音樂、外江音樂等。其中鑼鼓樂屬於廣場樂，包括潮州大鑼鼓、潮州小鑼鼓、潮州蘇鑼鼓等；而弦詩樂、細樂、廟堂音樂、外江音樂等則屬於室內樂。潮州音樂常用樂器約有20餘種，最具有本地特色的是二絃、嗩吶、深波等  

### 戲劇

#### 梨園戲
梨園戲發源於宋元時期的泉州，與浙江的南戲並稱為「搬演南宋戲文唱念聲腔」的「閩浙之音」，距今已有八百餘年的歷史，被譽為「古南戲活化石」。梨園戲廣泛流播於福建泉州、漳州、廈門、臺灣與東南亞閩南裔華人聚居區。
梨園戲可分爲「上路」、「下南」及「小梨園」（七子戲）三大流派，前兩者又稱大梨園。每個流派風格與劇目不盡相同，三大流派各有其代表劇目，稱為十八棚頭。常見劇目有《陳三五娘》、《呂蒙正》、《郭華》、《朱弁》、《王十朋》等（梨園戲劇目大多數是用男主角來命名）。
演唱的曲調和樂隊、樂器係福建南音（南管）系統，在臺灣的戲路以小梨園為主，因此較常稱為南管戲或是七子戲（小梨園）。2006年5月20日，梨園戲被列進中華人民共和國國務院公布的第一批國家級非物質文化遺產名錄。福建省梨園戲實驗劇團演員曾靜萍得到2次中國戲劇梅花獎，在2009年全國人大會議上，她提議將傳統戲曲研究納入學校課程。

#### 高甲戲
高甲戲，又叫「戈甲戲」、「九角戲」、「九甲戲」、「交加戲」，以閩南語為媒介語進行表演，是福建主要劇種之一，最初起源於合興戲發源於福建泉州，流行於閩南地區，臺灣和東南亞閩南裔華人聚居之地。高甲戲的音樂曲牌以泉州南音為主，兼收傀儡調和民間小調，具有濃郁的閩南地方韻味。
高甲戲劇目有六百多種，包括《大鬧花府》、《斬黃袍》、《林文生告御狀》、《管甫送》、《杏元思釵》、《孟姜女》、《番婆弄》等，來源多樣化，大部份是從提線木偶戲、梨園戲、徽戲、弋陽腔、京劇吸收過來的。
角色行當有生、旦、丑、淨、貼、外、末、北（淨）、雜等，尤其擅長丑角表演。2019年11月，《國家級非物質文化遺產代表性項目保護單位名單》公佈，泉州市高甲戲傳承中心（泉州市高甲戲劇團、泉州市打城戲傳承中心、泉州市打城戲傳習所）、廈門市金蓮陞高甲劇團獲得「高甲戲」項目保護單位資格。

#### 歌仔戲（薌劇）
歌仔戲（薌劇）為閩南人代表戲曲之一，歌仔戲為發源於臺灣宜蘭的本土漢文劇種，約產生於臺灣日治時期1900年代前後。歌仔戲正式的雛形為宜蘭本地的落地掃，吸收車鼓弄等元素，慢慢發展成小戲。而後又學習崑曲、高甲戲、亂彈戲、京劇等各類大戲逐漸具備完整的戲曲形式。
歌仔戲於1925年傳入福建廈門，自此流行於閩南地區，並成為福建省五大劇種之一；1927年傳入東南亞閩南裔華人聚居區。歌仔戲（薌劇）使用閩南語泉漳方言演唱，角色行當有生、旦、丑、淨，其中前淨行為受北管與京劇影響而增加的行當。
歌仔戲（薌劇）唱腔質樸醇厚、悠揚典雅，兼有錦歌類（老歌仔戲曲調）、哭調類、新調類等曲腔，唱腔結構屬「板腔體」。
主要特色樂器有殼仔弦、鴨母笛（管）、月琴、大廣弦。
2006年5月20日，歌仔戲（薌劇）被列進中華人民共和國國務院公布的第1批518項「國家級非物質文化遺產」，序號208，編號 Ⅳ—64。

#### 潮劇
潮劇，又稱潮州戲、潮音戲、潮州白字戲，是用閩南語潮州方言演唱，在丑生（角色）有突出表現的地方戲曲，在明朝開始形成後，流行于廣東潮汕及閩南等地，並隨潮州人傳播到上海、香港、澳門、臺灣，以及泰國、新加坡、馬來西亞、印尼、柬埔寨、越南等東南亞與歐美地區，是中國對外最有影響的地方戲劇之一。潮劇歷史悠久，也是中國最古老的地方劇種之一，属元明南戲的一支，時稱為潮腔、潮调、泉潮雅调，為明代南戲五大聲腔之一。明朝嘉靖丙寅年（1566年）刊本《荔镜记》，是迄今所能见到的最早一个运用“泉潮腔”演唱的演出剧本。它于2006年被列入首批国家级非物质文化遗产保护名录。

#### 白字戲
白字戲，原指中國廣東省粤東地區流行的以粤東閩語演唱而得名的戲曲劇種：潮州白字戲和海陸豐白字戲。潮州白字戲後來演變成潮劇，而海陸豐地區仍稱白字戲，因此當代白字戲之名所指是海陸豐白字戲。
白字戲都在海內外的潮州人、海陸豐人聚落盛行，也曾流行於臺灣，臺灣清治時期興盛白字戲和正字戲，二十世紀初還有職業的潮州戲班，現時臺灣已沒有在地職業白字戲劇團。
潮劇和海陸豐（汕尾）白字戲都列進了2006年中華人民共和國國務院首批國家級非物質文化遺產名錄。現存有「海豐縣白字戲劇團」。

#### 布袋戲
布袋戲（Pò-tē-hì），又稱掌中戲、籠底戲，源於17世紀的福建泉州，為閩南文化中極具代表性的布偶戲劇，主要流行於閩南以及臺灣。在臺灣，更發展出電視布袋戲，以霹靂布袋戲最為有名。西元1993年，霹靂成立首家以布袋戲播放為核心的獨立電視台「霹靂衛星電視台」。

#### 懸絲傀儡戲
懸絲傀儡戲是中國古代一種重要的傳統戲劇形式，主要發祥地在福建泉州，也叫作泉州提線木偶戲。其起源於漢代，盛行於唐代，具有巫文化和「人神溝通」等性質；同時，傳統的提線木偶戲劇目採用了木偶頭雕刻工藝，隱含了民間信仰及婚喪喜慶等習俗，是閩南地區人民生老病死禮俗中的重要內容之一。
2006年5月20日，泉州懸絲傀儡戲經中華人民共和國國務院批准被列入第一批國家級非物質文化遺產名錄。遺產編號：Ⅳ-92。
傀儡戲在臺灣地區俗稱「嘉禮戲」，與閩南一樣，基本上伴隨生命禮俗信仰而存在；在臺灣南部地區較偏重喜慶祈福的酬神儀式，而在臺灣北部地區則重視驅邪禳災的宗教功能。
表演時藝師以十餘根絲線操縱人偶各處關節，以做出模仿真人動作。此演出一般作為除煞潔淨之用；也就是說，若一地發生不平安之事，人們會聘請操偶師傅前來演出包含偶戲的道教儀式；其中有請神、定棚、跳鍾馗（演出於車禍淹溺之除煞、普渡、謝土開莊等）等儀式，藝師因此必須學習多種道教法術，其養成因而辛苦耗時。此外，傳統習俗上不允許不相干人等在旁觀看儀式進行。因前述條件限制加上時代變遷，相關技藝已逐漸失傳散軼。
宜蘭地區因漢人移民多自漳州，曾存在許多傀儡戲團，其伴奏音樂多為北管；近年僅存福龍軒傀儡戲劇團、新福軒傀儡戲劇團及協福軒傀儡戲劇團等。在南部地區（高雄、臺南）的傀儡同屬泉州派別，演出形制類似。田都元帥（又稱相公爺）為南部傀儡戲戲神，在其宗教儀式中扮演請神及送神的主祭角色。目前除一些儀式性戲文外，已無長篇戲文。
現今高雄的錦飛鳳傀儡戲劇團是台灣唯一擴及文化場展演的職業傀儡戲劇團，外島地區則有金門傀儡戲劇團。兩者皆以藝文展演、校園巡迴等方式推廣傀儡戲。

### 雕刻

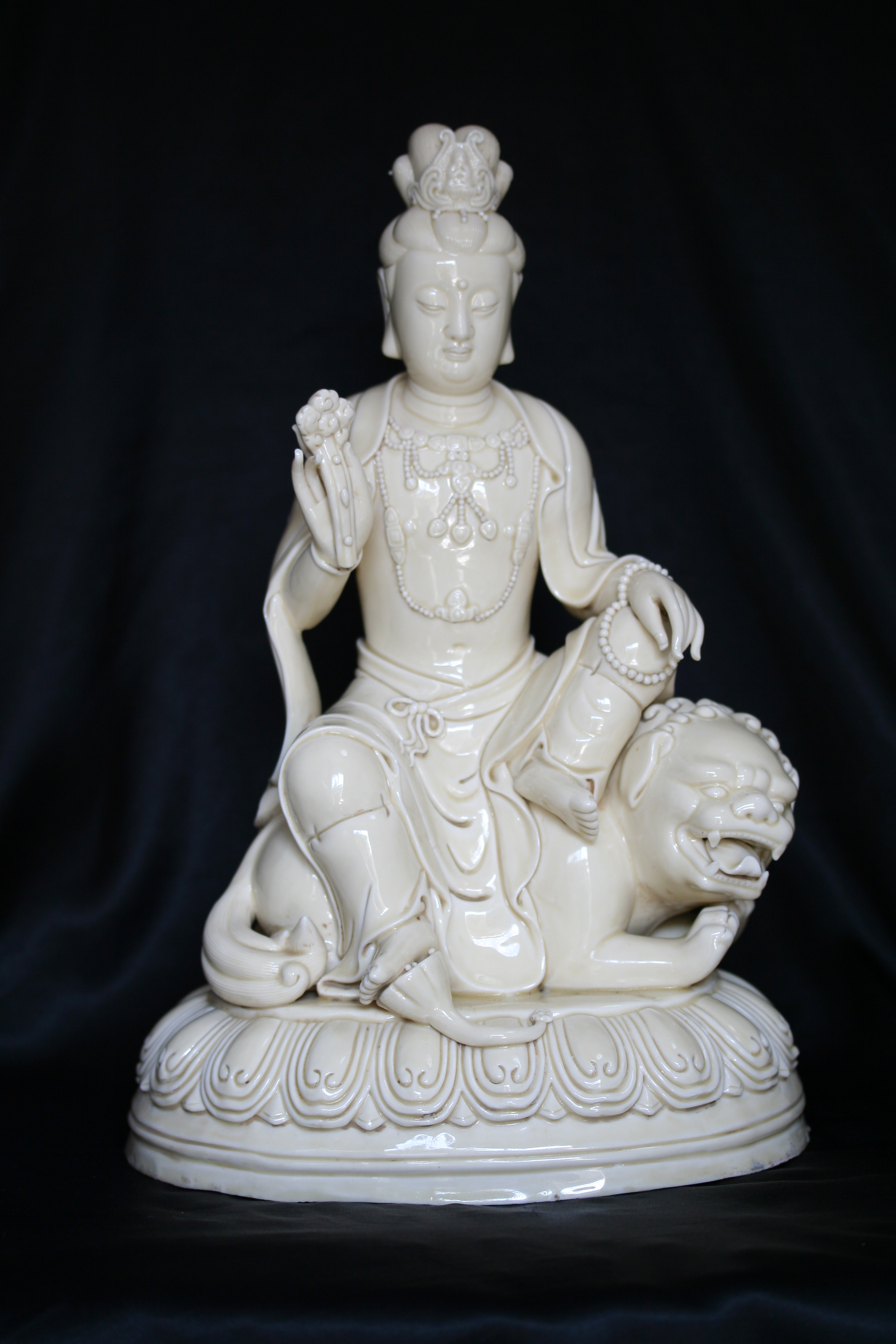
何朝宗的文殊菩薩白瓷雕像作品

座落於泉州清源山的9尊石造雕像為為宋元時期閩南的重要宗教遺跡，包括老君岩、瑞像岩、賜恩岩、彌陀岩、碧霄岩、西峰岩、千手岩等等，涵蓋道教、大乘佛教以及藏傳佛教等宗教象徵。其中，老君岩是中國現存最大的宋代道教石像，除具有很高的藝術和歷史價值之外，也是泉州清源山的標誌性觀光景點。9尊石造像於2001年所公布的第五批全國重點文物保護單位合併稱為「清源山石造像」。
明代泉州德化雕刻家何朝宗善於白瓷雕塑，其作品多為神仙、佛像，彌勒、羅漢、觀音等，為當時知名的雕刻家。然而，現存的何朝宗作品已寥寥無幾。北京故宮和上海、福建、廣東等地博物館收藏的何朝宗作品都被定為國家一級文物，而其瓷塑作品於歐美、日本以及東南亞各國也被列為國寶級的藝術文物，為閩南德化瓷塑贏得高度的國際聲譽與關注。

### 武術

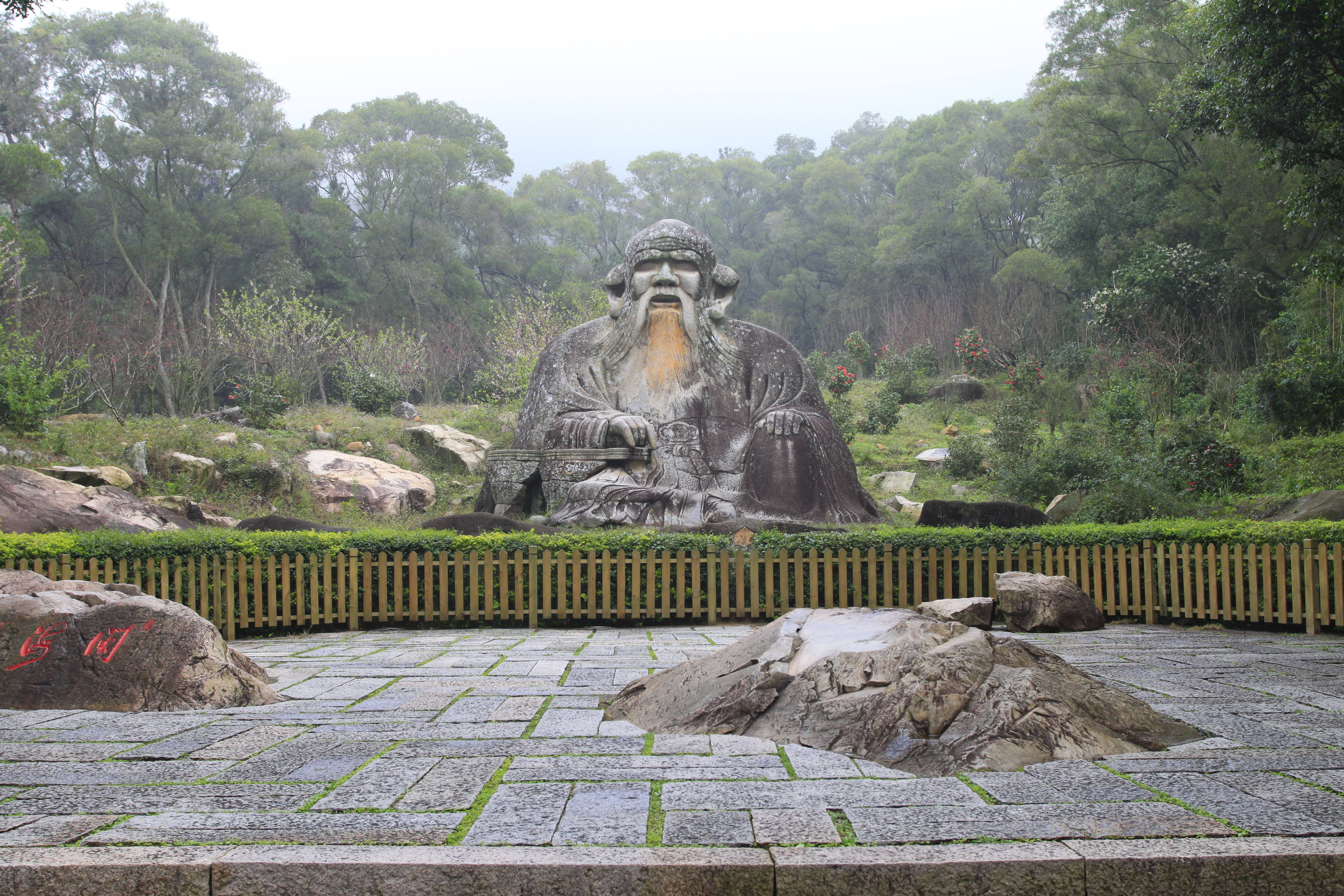
泉州清源山的老君岩石造像

閩南泉州是南拳少林武術的發祥之地，以俞大猷的「俞公棍」為源頭。俞公棍為「荊楚長劍」與「楊家槍」所混合而成的一種棍術戰技。俞大猷爾後又將其所創之棍術編纂成《劍經》流傳於世，詳細載錄棍等長兵器的「劍」、「射」、「陣」等戰法，並認為棍術是「藝中魁首」。
明代末期，閩南永春開始發展出一種新興拳術：白鶴拳。發展初期並無系統，後來漸次根據姿勢特性而發展出四個派別，飛、鳴、宿、食等四類。

## 科技發明

### 造船術
隋唐五代，泉州港是中國四大對外港口之一，泉州造船業的規模與發展已是中國第一，尤擅於製造海船。福建（含福、泉二州）於唐朝時代，已經有能力建造出千石（五六十噸重）的大船艦。航海的技術也逐漸提升，以日月星宿等天文觀察來定位與導航，也懂得利用季風順風來掌握航程。泉州人所發明革命性的水密隔艙技術與工藝，更使泉州福船得以提高遠洋航行的安全性；此時，泉州所造之海船已具有船身巨大、結構堅固、載重量大以及抗風力強等優良特點。宋、元二朝，泉州港的海運貿易進入鼎盛時期，成為當時中國的造船中心，無論是質是量皆為當時之龍頭。

### 軍火科技

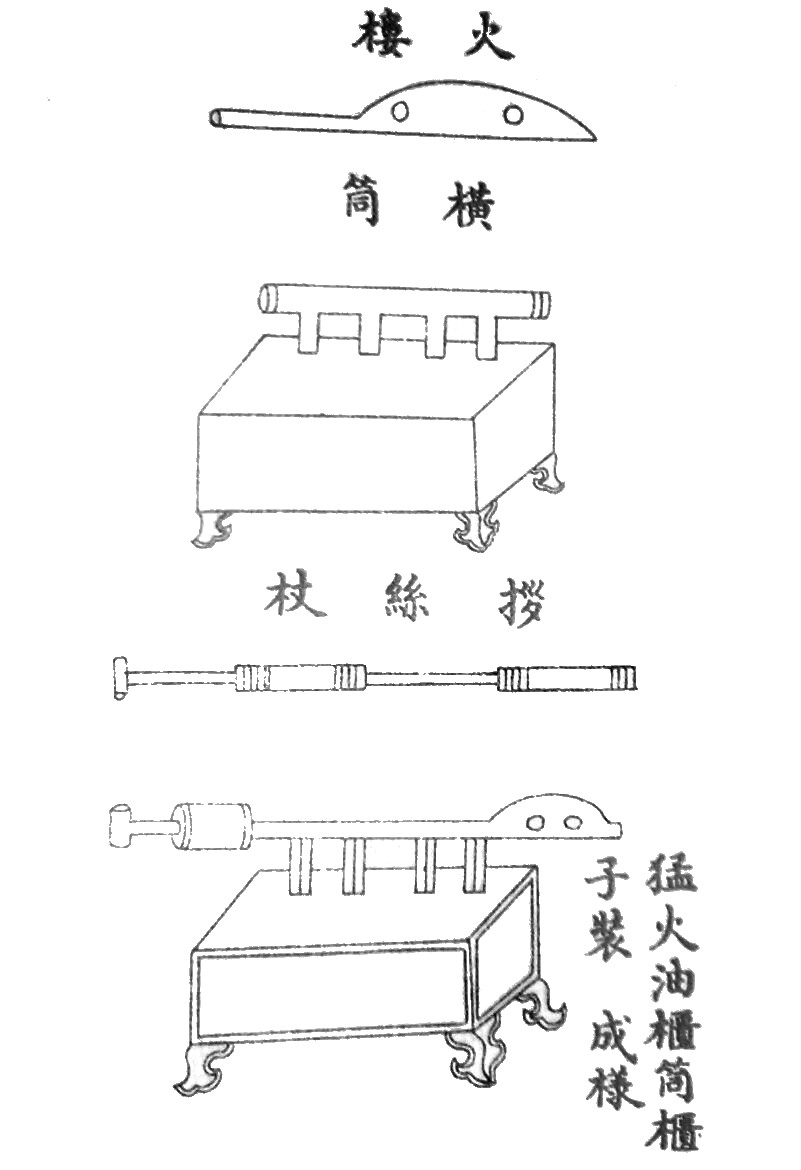
於《武經總要》中所收錄的各式火焰噴射器描摹圖。

宋代晉江籍大學士曾公亮所主持編纂的軍事巨作《武經總要》至今仍流傳於世，其中除了豐富記載了各式海船戰艦及投石機等作戰機械以及傳統兵器之外，它更是世界上最早含有硝石、硫磺、木炭等成分火藥配方的記錄。此外，書中更收錄了多種當時所使用的先進火器示意圖。其中大篇幅介紹了武器的製造，對科學技術史以及宋代軍事思維和兵法的研究也有很重要的影響。

## 無形文化

### 航海
擁有優秀的造船技術，閩南人的民族史上更有眾多的優秀航海家。永樂帝統治時代，鄭和曾多次出航西洋，鄭和本人的航海知識與經驗較淺，艦隊的管理與航線的規劃多由閩南龍巖縣出身的王景弘負責統轄。二次下西洋時，王景弘更出使占城；七次下西洋時，鄭和於古里去世，艦隊由王景弘率領回明國。明代末期，閩南倭寇與戚繼光、俞大猷等朝廷將領相互對峙、彼此消長。閩南倭寇集團的始祖可以追溯至泉州人李旦，其事業由其子李國助所繼承；此外，又有顏思齊與鄭芝龍等大海商的崛起。閩南籍倭寇的搶劫領域遍布中國大陸、日本、台灣以及東南亞各地，是影響力極大的海洋勢力，當時的西洋海權國家更暱稱李旦為中國甲必丹（Kapitan Cina）。
至於鄭芝龍則是在擊敗許心素、劉香等閩粵海賊後，確立起日後明鄭勢力的根基。鄭芝龍降清被軟禁於北京後，其子鄭成功繼承了他的海上勢力，幫助南明對抗清軍，成為明鄭領袖，驅逐荷蘭人控制台灣南部、澎湖及閩南周邊島嶼。1683年，閩籍將領施琅率領清軍在澎湖海戰的決定性勝利，進而將台灣南部和澎湖群島納入清朝領土。明鄭勢力消逝後，閩南海賊仍持續興盛，最為著名的便是曾一度稱霸東海、閩海、南海的鎮海王蔡牽。
清代巡台御史黃叔璥描寫康雍之際的臺灣：海船多漳、泉商賈，海壖彈丸，商旅輻輳，器物流通，實有資於內地。
| 地區       | 採買（除於內地販售者外，其餘運回臺灣）                                                  | 販售                                              |
| ---------- | --------------------------------------------------------------------------------------- | ------------------------------------------------- |
| 關東       | 藥材、瓜子、松子、榛子、海參、銀魚、蟶乾                                                | 烏茶、黃茶、糖、麵、胡椒、蘇木 綢緞、布匹、碗、紙 |
| 山東       | 紫草、藥材、麥、豆、鹽、肉、紅棗、核桃、柿餅 白蠟、繭綢                                 | 糖、胡椒、蘇木 粗細碗碟、杉枋、紙                 |
| 江蘇       | 牛油、金腿、包酒、惠泉酒 布匹、紗緞、枲綿、涼煖帽子                                     | 糖、魚翅 靛                                       |
| 浙江       | 綾羅、綿綢、縐紗、湖帕、絨線、綿花、草席                                                |                                                   |
| 建寧       | 茶                                                                                      |                                                   |
| 福州       | 乾筍、香菰 大小杉料                                                                     |                                                   |
| 興化       | 杉板、磚瓦                                                                              |                                                   |
| 泉州       | 磁器（瓷器）、紙張                                                                      |                                                   |
| 同安縣廈門 |                                                                                         | 米、麥、菽、豆、黑白糖餳、番薯、鹿肉              |
| 漳州       | 柑、柚、青果、橘餅、柿餅 絲線、漳紗、翦絨、紙料、煙、布、草席、磚瓦、小杉料、鼎鐺、雨傘 |                                                   |

| 西元 | 事件經過 | 發現地點                                                                         |
| ---- | --- | -------------------------------------------------------------------------------- |
| 1686 | - 自同安縣廈門港發船，持方絲紬、白絲段子、白糖、茶葉、藥材、牟邊紙 - 往日本長崎島貿金、銀、銅 - 途中遭東南風漂至朝鮮，42人溺斃，9人生還                                                                                     | 全羅道順天府金鰲島（금오도） 今全羅南道麗水市南面                                |
| 1688 | - 自浙江寧波府定海縣普陀山發船，持砂糖、藥材、紬子、大米 - 往南京、蘇州貿人蔘、綿花、靑藍布 - 途中遭西北風漂至朝鮮，48人溺斃，15人生還                                                                                      | 全羅道濟州牧濟州島（제주도）                                                     |
| 1704 | - 持羽段、花紬、砂糖、藥材、蘇木、皮子 - 往日本長崎島貿易 - 途中遭風漂至朝鮮，全數生還 | 全羅道海南縣甑島（증도） 今全羅南道海南郡門內面                                  |
| 1704 | - 自同安縣廈門港發船，持蘇木、白糖、烏漆、烏糖、犀角、象牙、黑角、 藤黃、牛皮、鹿皮、魚皮、烏鉊、萪藤、大楓子、檳榔、銀硃、水粉 - 往日本長崎島貿紅銅、金、銀、鮑魚、海參、漆器、銅器 - 途中遭風漂至朝鮮，3人溺斃，113人生還 | 全羅道珍島郡南桃浦（남도포） 今全羅南道珍島郡臨淮面                              |
| 1713 | - 持砂糖 - 往日本貿易 - 途中遭風漂至朝鮮，34人溺斃，8人生還 | 全羅道大靜縣毛瑟浦（모슬포） 今濟州道西歸浦市大靜邑                              |
| 1725 | - 自江南松江府上海港發船 - 往關東錦州府貿瓜子 - 出錦州海口於山東海域遭風漂至朝鮮，全數生還 | 全羅道大靜縣大浦（대포） 今濟州道西歸浦市中文洞                                  |
| 1740 | - 持黃茶、大布 - 往關東錦州府貿瓜子 - 往浙江寧波府 - 途中遭西南風漂至朝鮮，全數生還 | 忠清道泰安郡安興（안흥） 今忠清南道泰安郡近興面                                  |
| 1746 | - 往關東奉天府蓋平縣貿豆 - 回福建途中遭風漂至朝鮮，全數生還 | 全羅道靈光郡鞍馬島（안마도） 今全羅南道靈光郡落月面                              |
| 1756 | - 自同安縣發船，持各色糖 - 往直隸天津府發賣 - 往山東萊州府貿豆餠、粉乾、黃豆、紫草、糧米 - 出萊州海口遭風漂至朝鮮，3人溺斃，24人生還                                                                                        | 全羅道靈光郡壬柄島（임병도） 今全羅南道靈光郡落月面 全羅道咸平縣鼠頭山（서두산） |
| 1759 | - 自同安縣廈門港發船 - 往直隸天津府行商 - 於山東海域遭風漂至朝鮮，全數生還 | 全羅道旌義縣公泉浦（공천포） 今濟州道西歸浦市南元邑                              |
| 1760 | - 自同安縣發船，持砂糖、武夷茶、粗碗 - 往山東貿赤豆、棉花、木耳、薏仁、繭紬 - 回福建同安途中遭西風漂至朝鮮，全數生還 | 全羅道羅州牧慈恩島（자은도） 今全羅南道新安郡慈恩面                              |
| 1777 | - 自關東奉天府蓋州發船, 持黃豆、棉花、藥材、麵條、魚、木耳、乾蛤、山紬 - 於山東海域遭風漂至朝鮮，全數生還 | 黃海道長淵縣吾义浦（오의포） 今黃海南道龍淵郡                                      |
| 1777 | - 往松江府上海縣買賣 - 往關東貿黃瓜子、烏豆、五味子 - 出海口遭西風漂至朝鮮，全數生還 | 全羅道羅州牧飛禽島（비금도） 今全羅南道新安郡飛禽面                              |
| 1777 | - 自龍溪縣發船 - 往關東錦州府貿黃豆、藥材、棉花 - 回福建途中於山東海域遭西北風漂至朝鮮，全數生還 | 全羅道羅州牧靈山島（영산도） 今全羅南道新安郡黑山面                              |
| 1777 | - 自同安縣廈門港發船，持糖貨 - 往關東錦州府錦縣貿黃豆、瓜子、粉乾、柴胡、棉花 - 回福建途中於山東海域遭西北風漂至朝鮮，全數生還                                                                                              | 全羅道羅州牧都草島（도초도） 今全羅南道新安郡都草面                              |
| 1777 | - 持雜糖往江南貿茶葉 - 往直隸天津府發賣 - 往關東奉天府復州貿黃豆、綠豆、青豆 - 回福建途中遭風漂至朝鮮，全數生還 | 全羅道珍島郡訥玉島（눌옥도） 今全羅南道珍島郡鳥島面                              |
| 1777 | - 自直隸天津府天津縣大沽營發船, 持涼花（棉花）、棗子 - 往廣東貿易 - 於山東登州府海域遭風漂至朝鮮，全數生還 | 全羅道茂長縣九市浦（구시포） 今全羅北道高敞郡上下面                              |
| 1798 | - 漳州府海澄縣船商，遭風漂至朝鮮，船戶、舵工、水手共30人 - 載有黃豆、青豆、綠豆、烏豆、糙米、紙、書籍，又有貓、犬、馴禽，畜於船上 - 乘東風由海路返國                                                                        | 全羅道濟州牧明月浦（명월포） 今濟州道濟州市翰林邑                                |
| 1801 | - 泉州府同安縣25人，遭風漂至朝鮮 - 長峯守軍入往商船，竊飲船中酒沈醉不醒，又有商人財物見失，多人遭革職拿問 ，財損由朝鮮官方折價賠償 - 舵桅俱折，從陸路返國                                                                   | 京畿道喬桐府長峯島（장봉도） 今仁川市甕津郡北島面                                |
| 1810 | - 泉州府同安縣29人，遭風漂至朝鮮 - 船隻破碎，從陸路返國 | 全羅道靈光郡荏子島（임자도） 今全羅南道新安郡荏子面                              |
| 1813 | - 自同安縣發船 - 往臺灣府載糖 - 往直隸天津府貿紅黑棗、乾葡萄、酸乾（梅子乾）、乾小魚、白米、燒酒 - 回福建同安途中遭西北風漂至朝鮮，全數生還                                                                                 | 全羅道扶安縣格浦（격포） 今全羅北道扶安郡邊山面                                  |
| 1813 | - 自同安縣發船 - 往臺灣府載糖 - 往江南松江府上海縣貿茶葉 - 往關東錦州府貿黃豆、白米、鹿肉餅、牛角、木耳、遠志、甘草、丹蔘、 赤芍藥、瓜子、柴胡、防風 - 回福建同安途中遭西北風漂至朝鮮，全數生還                             | 全羅道靈光郡荏子島（임자도） 今全羅南道新安郡荏子面                              |
| 1813 | - 持砂糖、胡椒、蘇木 - 往直隸天津府貿紅棗 - 回福建途中遭風漂至朝鮮，全數生還 | 全羅道靈光郡在遠島（재원도） 今全羅南道新安郡荏子面                              |
| 1819 | - 往關東錦州府貿豆子、瓜子、牛筋、甘草、杏仁 - 於山東海域遭風漂至朝鮮，3人溺斃，27人生還 | 全羅道羅州牧慈恩島（자은도） 今全羅南道新安郡慈恩面                              |
| 1825 | - 自海澄縣發船，持各色糖貨 - 往關東奉天府蓋平縣貿黃豆、青豆、飯豆 - 回福建海澄途中遭風漂至朝鮮，全數生還 | 全羅道羅州牧荷衣島（하의도） 今全羅南道新安郡荷衣面                              |
| 1827 | - 泉州府同安縣27人，遭風漂至朝鮮 - 船隻破碎，從陸路返國 | 平安道龍川府乭串島（돌곶도） 今平安北道鹽州郡                                    |
| 1830 | - 泉州府同安縣35人，遭風漂至朝鮮 - 船隻破傷，從陸路返國 | 全羅道靈光郡荏子島（임자도） 今全羅南道新安郡荏子面                              |
| 1837 | - 自詔安縣發船 - 往廣東潮州府饒平縣載糖 - 往直隸天津府貿燒酒 - 往關東錦州府寧遠州貿黃豆、綠豆、黑豆、白豆、黑棗 - 回福建詔安途中遭風漂至朝鮮，全數生還                                                                      | 全羅道羅州牧黑山島（흑산도） 今全羅南道新安郡黑山面                              |

### 科舉與仕宦

#### 知府、府尹
明代，漳泉籍知府（或府尹）大多在南方地區任職，以鄰接福建的廣東、江西、浙江三地最為密集，北方則分布於華北東部。貫通南北的京杭大運河沿線，順天、河間、東昌、廣平、兗州、淮安、揚州、鎮江、常州、蘇州、嘉興、湖州以及杭州等十三府均具有漳泉籍知府（或府尹）。而具有漳泉籍知府（或府尹）的各府，在各省（福建除外）轄下之比重，呈現東南往西北逐步遞減的趨勢，如下表所示：
| 比重   | 兩京十二布政使司               |
| ------ | ------------------------------ |
| 無     | 陝西、山西                     |
| 少數府 | 雲南、四川                     |
| 半數府 | 河南                           |
| 多數府 | 廣西、貴州、湖廣、山東、北直隸 |
| 全數府 | 廣東、江西、浙江、南直隸       |

大多為進士出身，其次為舉人。
| 姓名   | 籍貫 | 出身                            | 官職               |
| ------ | ---- | ------------------------------- | ------------------ |
| 黃喬棟 | 晉江 | 以父黃光昇蔭官                  | 臨安知府           |
| 史延雲 | 晉江 | 以父史繼偕蔭官                  | 南安知府           |
| 李啟熊 | 晉江 | 以伯李廷機蔭官                  | 平越知府           |
| 張宓   | 惠安 | 以父張岳蔭官                    | 慶遠知府           |
| 聞九皋 | 晉江 | 洪武年間茂才                    | 廣州知府           |
| 何晚齡 | 南靖 | 洪武年間貢生                    | 黃州知府           |
| 王珤   | 南安 | 永樂年間貢生                    | 廣州知府           |
| 黃嵩   | 龍溪 | 宣德三年貢生                    | 平樂知府           |
| 楊輿   | 晉江 | 正統年間薦辟                    | 永州知府           |
| 蔡浩   | 龍溪 | 正統九年舉人                    | 瓊州知府           |
| 蔡瑛   | 龍溪 | 正統九年舉人                    | 平樂知府、梧州知府 |
| 戴耀   | 龍溪 | 景泰元年舉人                    | 鳳陽知府           |
| 莊科   | 晉江 | 弘治八年舉人                    | 高州知府           |
| 陳煌   | 惠安 | 正德二年舉人                    | 思南知府           |
| 郭敦   | 晉江 | 正德五年舉人                    | 寶慶知府           |
| 蔡煥   | 同安 | 嘉靖二十二年舉人                | 臨安知府           |
| 張敷潛 | 晉江 | 嘉靖三十一年舉人                | 潮州知府           |
| 李贄   | 晉江 | 嘉靖三十一年舉人                | 姚安知府           |
| 蔡民望 | 晉江 | 嘉靖三十一年舉人                | 尋甸知府           |
| 傅道唯 | 晉江 | 萬曆元年舉人                    | 南康知府           |
| 蔡如川 | 永春 | 萬曆元年舉人                    | 尋甸知府           |
| 尤拔   | 晉江 | 萬曆四年舉人                    | 廉州知府           |
| 張錫   | 同安 | 萬曆七年舉人                    | 銅仁知府           |
| 蘇朝陽 | 南安 | 萬曆十年舉人                    | 柳州知府           |
| 林寀   | 漳浦 | 萬曆三十四年舉人                | 高州知府           |
| 陳啟祚 | 晉江 | 萬曆三十七年舉人                | 安順知府           |
| 廖鵬舉 | 晉江 | 萬曆三十七年舉人                | 南安知府           |
| 洪啟胤 | 南安 | 萬曆三十七年舉人                | 大理知府           |
| 侯世臣 | 晉江 | 萬曆四十年舉人                  | 貴陽知府           |
| 陳揚美 | 平和 | 萬曆四十年舉人                  | 溫州知府           |
| 林龍采 | 同安 | 天啟元年舉人                    | 寶慶知府           |
| 汪宗明 | 惠安 | 天啟四年舉人                    | 處州知府           |
| 楊垂雲 | 晉江 | 崇禎六年舉人 崇禎十三年特用出身 | 太平知府           |
| 包嘉允 | 南靖 | 不詳                            | 廣西知府           |

人數方面，達到250餘人，分散於明代各地的104府，其中部份人於多個地區擔任知府（或府尹），並不宥限於一府。
|          | 漳州籍 | 泉州籍  | 總計    |
| -------- | ------ | ------- | ------- |
| 任職人數 | 80餘人 | 170餘人 | 250餘人 |
| 任職府數 | 63府   | 93府    | 104府   |

| 任職地區 | 任職地區 | 姓名籍貫                             | 姓名籍貫                                                            |
| 任職地區 | 任職地區 | 漳州藉                               | 泉州籍                                                              |
| -------- | -------- | ------------------------------------ | ------------------------------------------------------------------- |
| 北直隸   | 順天     | 王應麟                               | 王用汲、莊欽鄰                                                      |
| 北直隸   | 永平     |                                      |                                                                     |
| 北直隸   | 河間     | 方文耀                               |                                                                     |
| 北直隸   | 保定     |                                      | 李廷檳                                                              |
| 北直隸   | 真定     |                                      |                                                                     |
| 北直隸   | 順德     |                                      | 陳瑛、陳基虞、莊毓慶                                                |
| 北直隸   | 廣平     | 陳公相                               |                                                                     |
| 北直隸   | 大名     | 王春澤、陳公相                       | 陳瑛                                                                |
| 河南     | 開封     |                                      |                                                                     |
| 河南     | 歸德     |                                      | 賴庭檜                                                              |
| 河南     | 汝寧     |                                      | 林雲程、蘇茂相                                                      |
| 河南     | 南陽     |                                      |                                                                     |
| 河南     | 河南     |                                      |                                                                     |
| 河南     | 懷慶     |                                      | 詹啟東                                                              |
| 河南     | 衛輝     |                                      |                                                                     |
| 河南     | 彰德     | 陳九仭、朱一鶚                       | 蘇茂相、陳基虞                                                      |
| 山東     | 濟南     |                                      |                                                                     |
| 山東     | 東昌     |                                      | 黃潤                                                                |
| 山東     | 兗州     |                                      | 王春復、周思兼                                                      |
| 山東     | 青州     | 胡士鰲                               | 林鳳儀                                                              |
| 山東     | 萊州     |                                      | 陳亮采                                                              |
| 山東     | 登州     |                                      |                                                                     |
| 南直隸   | 應天     | 吳善                                 | 楊廷相、周維京                                                      |
| 南直隸   | 蘇州     |                                      | 陳洪謐                                                              |
| 南直隸   | 松江     |                                      | 黃潤、劉存德、蔡增譽、莊毓慶                                        |
| 南直隸   | 常州     | 吳兆壆                               | 張志選、王觀光                                                      |
| 南直隸   | 鎮江     | 林魁、張純、王應麟                   | 許國誠、翁為樞                                                      |
| 南直隸   | 淮安     |                                      | 蔡侃                                                                |
| 南直隸   | 揚州     | 朱一鶚、顏容暄                       | 吳震交                                                              |
| 南直隸   | 安慶     | 曾汝檀、連繼芳、陳鑣                 | 楊道會、趙世徵                                                      |
| 南直隸   | 徽州     |                                      | 留志淑、洪有助                                                      |
| 南直隸   | 寧國     |                                      | 黃夢松                                                              |
| 南直隸   | 池州     | 郭舒、謝禧昌                         | 曾仲魁、柯實卿、莊尹辰                                              |
| 南直隸   | 太平     | 黃泮、顏容暄                         | 林一材                                                              |
| 南直隸   | 廬州     |                                      | 龔廷賓                                                              |
| 南直隸   | 鳳陽     | 戴耀（龍溪舉人）、顏容暄             |                                                                     |
| 浙江     | 杭州     | 胡士鰲、楊聯芳                       | 留志淑、王畿、洪有助                                                |
| 浙江     | 嘉興     |                                      | 李仕亨                                                              |
| 浙江     | 湖州     | 邵應禎                               | 黃永、史朝鉉、陳亮采、張維樞                                        |
| 浙江     | 寧波     | 張佐治、楊鍾英、張士良、林夢官       | 周良賓、蔡貴易                                                      |
| 浙江     | 紹興     | 劉庭芥                               |                                                                     |
| 浙江     | 台州     | 陸元禎                               | 黃大節、楊道會、陳亮采、劉夢松                                      |
| 浙江     | 金華     | 洪公諧、張佐治、陸元禎               | 鄭一信、吳逢翔                                                      |
| 浙江     | 衢州     |                                      | 李汝嘉、洪纖若、林應翔                                              |
| 浙江     | 嚴州     | 楊守仁                               | 莊壬春、黃卷                                                        |
| 浙江     | 溫州     | 陳公相、戴以讓、林應聚、陳揚美       | 戴一俊、張國謙、蔣光彥                                              |
| 浙江     | 處州     | 陳九敘、鄭懷魁                       | 郭宗磐、汪宗明                                                      |
| 江西     | 南昌     |                                      | 杜應楚、蘇宇庶、黃其晟                                              |
| 江西     | 南康     |                                      | 劉存德、傅道唯                                                      |
| 江西     | 九江     | 林兆                                 | 黃惟清、余福、韋尚賢、林雲程、李夢祥                                |
| 江西     | 饒州     | 王健                                 | 林珹、黃思近、林欲廈、陳大對                                        |
| 江西     | 廣信     | 陳惠、林梓                           | 韋尚賢                                                              |
| 江西     | 建昌     | 楊守仁、陳儀                         | 莊思寬、蔣芳鏞、胡明佐                                              |
| 江西     | 撫州     | 王昇、曾汝檀                         | 余福、蘇輔、黃鑄、蘇宇庶、蔡侃、 黃其晟、蔡邦俊                     |
| 江西     | 臨江     |                                      | 陳選、喬芳                                                          |
| 江西     | 瑞州     | 王以通                               | 莊朝賓、周良賓、陳振揚                                              |
| 江西     | 袁州     | 王昇                                 | 傅道統                                                              |
| 江西     | 吉安     | 吳廷爚                               |                                                                     |
| 江西     | 贛州     | 劉孜、林功懋、楊瑩鍾                 | 黃瓚、王春復、黃克纘、柯鳳翔                                        |
| 江西     | 南安     | 商文昭、吳廷爚                       | 洪聰、陳健、傅履禮、林夢琦、廖鵬舉、 史延雲                         |
| 湖廣     | 武昌     | 王春澤、韓濟                         |                                                                     |
| 湖廣     | 漢陽     |                                      | 傅道統                                                              |
| 湖廣     | 黃州     | 何晚齡、林表、劉友仁、葉期遠、楊守仁 | 黃襄、林肇開、陳烜奎                                                |
| 湖廣     | 德安     |                                      | 張惟芳                                                              |
| 湖廣     | 承天     | 陸元禎                               |                                                                     |
| 湖廣     | 襄陽     | 吳道邇                               | 黃思近                                                              |
| 湖廣     | 鄖陽     | 沈鈇                                 | 柯實卿                                                              |
| 湖廣     | 荊州     | 林紹                                 | 王觀光                                                              |
| 湖廣     | 岳州     |                                      |                                                                     |
| 湖廣     | 常德     | 李時啓                               |                                                                     |
| 湖廣     | 辰州     |                                      |                                                                     |
| 湖廣     | 長沙     | 楊表、林敬、謝宗澤                   | 周標、許自新、莊毓慶                                                |
| 湖廣     | 寶慶     |                                      | 田嵓、郭敦、張喬檜、歐陽模、林龍采                                  |
| 湖廣     | 衡州     | 吳仕典、劉友仁、游天庭、楊鍾英       | 劉春、蔣芳鏞                                                        |
| 湖廣     | 永州     | 陳九仞                               | 楊輿、史朝富                                                        |
| 四川     | 成都     |                                      |                                                                     |
| 四川     | 龍安     |                                      |                                                                     |
| 四川     | 保寧     |                                      |                                                                     |
| 四川     | 夔州     |                                      | 許宗鎰                                                              |
| 四川     | 順慶     |                                      | 丁自申、林喬相                                                      |
| 四川     | 重慶     | 章文炳                               | 薛天華                                                              |
| 四川     | 遵義     |                                      |                                                                     |
| 四川     | 敘州     |                                      | 張瑞                                                                |
| 四川     | 鎮雄     |                                      |                                                                     |
| 四川     | 烏撒     |                                      |                                                                     |
| 四川     | 東川     |                                      |                                                                     |
| 四川     | 烏蒙     |                                      |                                                                     |
| 四川     | 馬湖     |                                      |                                                                     |
| 雲南     | 雲南     | 趙渾                                 | 鄭普、洪邦光                                                        |
| 雲南     | 尋甸     |                                      | 蔡民望、蔡如川                                                      |
| 雲南     | 曲靖     |                                      | 王任重                                                              |
| 雲南     | 澂江     |                                      |                                                                     |
| 雲南     | 廣西     | 蔡應科、包嘉允                       |                                                                     |
| 雲南     | 廣南     |                                      |                                                                     |
| 雲南     | 臨安     |                                      | 蔡煥、黃喬棟                                                        |
| 雲南     | 元江     |                                      |                                                                     |
| 雲南     | 孟艮     |                                      |                                                                     |
| 雲南     | 孟定     |                                      |                                                                     |
| 雲南     | 鎮沅     |                                      |                                                                     |
| 雲南     | 景東     |                                      |                                                                     |
| 雲南     | 楚雄     |                                      | 傅履階                                                              |
| 雲南     | 蒙化     |                                      |                                                                     |
| 雲南     | 順寧     |                                      |                                                                     |
| 雲南     | 永昌     |                                      |                                                                     |
| 雲南     | 麗江     |                                      |                                                                     |
| 雲南     | 永寧     |                                      |                                                                     |
| 雲南     | 鶴慶     |                                      |                                                                     |
| 雲南     | 大理     |                                      | 洪啟胤                                                              |
| 雲南     | 姚安     |                                      | 趙恒、李贄                                                          |
| 雲南     | 武定     |                                      |                                                                     |
| 貴州     | 貴陽     | 謝文炳                               | 王任重、侯世臣                                                      |
| 貴州     | 平越     |                                      | 李啟熊                                                              |
| 貴州     | 鎮遠     | 林表                                 |                                                                     |
| 貴州     | 石阡     |                                      | 鄭一信                                                              |
| 貴州     | 思南     | 林曾                                 | 陳煌                                                                |
| 貴州     | 銅仁     |                                      | 張錫                                                                |
| 貴州     | 思州     | 趙渾                                 |                                                                     |
| 貴州     | 黎平     |                                      |                                                                     |
| 貴州     | 都匀     |                                      |                                                                     |
| 貴州     | 安順     |                                      | 陳啟祚                                                              |
| 廣西     | 桂林     | 李甫文、曾應棨                       | 黄鑅、洪澄源、許國瓚、黃其晟                                        |
| 廣西     | 平樂     | 蔡瑛、黄嵩、鄭時章、張一棟、李甫文   | 陳子佐、林奇材、黃文炳、柯鳳翔、王約                                |
| 廣西     | 梧州     | 林兆、蔡瑛、林梓                     | 丁自申、林喬楠、陳嘉策、林道推                                      |
| 廣西     | 潯州     |                                      | 江萬仞                                                              |
| 廣西     | 南寧     | 曾汝檀、林鵬飛、張居方               | 李雍、郭楠、陳健、林喬相、林夢琦                                    |
| 廣西     | 思明     |                                      |                                                                     |
| 廣西     | 太平     |                                      | 楊垂雲                                                              |
| 廣西     | 鎮安     |                                      |                                                                     |
| 廣西     | 思恩     |                                      | 黄鑅、莊科                                                          |
| 廣西     | 慶遠     |                                      | 張宓、柯鳳翔                                                        |
| 廣西     | 柳州     |                                      | 王任重、蘇朝陽                                                      |
| 廣東     | 廣州     | 劉友仁、謝彬、邵應禎                 | 王珤、聞九皋、劉應望                                                |
| 廣東     | 韶州     | 陳爵、王以通                         | 王三接、謝台卿                                                      |
| 廣東     | 南雄     | 林表                                 | 黃偉                                                                |
| 廣東     | 惠州     |                                      | 王鍭、蘇輔、李伯遇、王約、胡明佐                                    |
| 廣東     | 潮州     | 王源、周瑄                           | 謝光、鄭良佐、李春芳、張敷潛、金時舒、 陳應堂、李栻、黃日昌、孫枝灼 |
| 廣東     | 肇慶     | 張一棟、戴熺、陳儀                   | 黃瑗、朱天應、龔廷賓、陳濂、江中楠、 陳烜奎                         |
| 廣東     | 高州     | 陳爵、胡文、李甫文、林寀、陳儀       | 陳腆、莊科、李熙                                                    |
| 廣東     | 廉州     | 黃文豪、郭廷良                       | 張岳、陳健、尤拔、陳基虞、林轉亨                                    |
| 廣東     | 雷州     | 趙渾、楊表、陳九仞                   | 莊敏、洪富、周良賓                                                  |
| 廣東     | 瓊州     | 蔡浩                                 | 蘇輔、黃瓚、李慎、郭良璞、史朝宜、 王約、陳龍可                     |

### 福建土樓

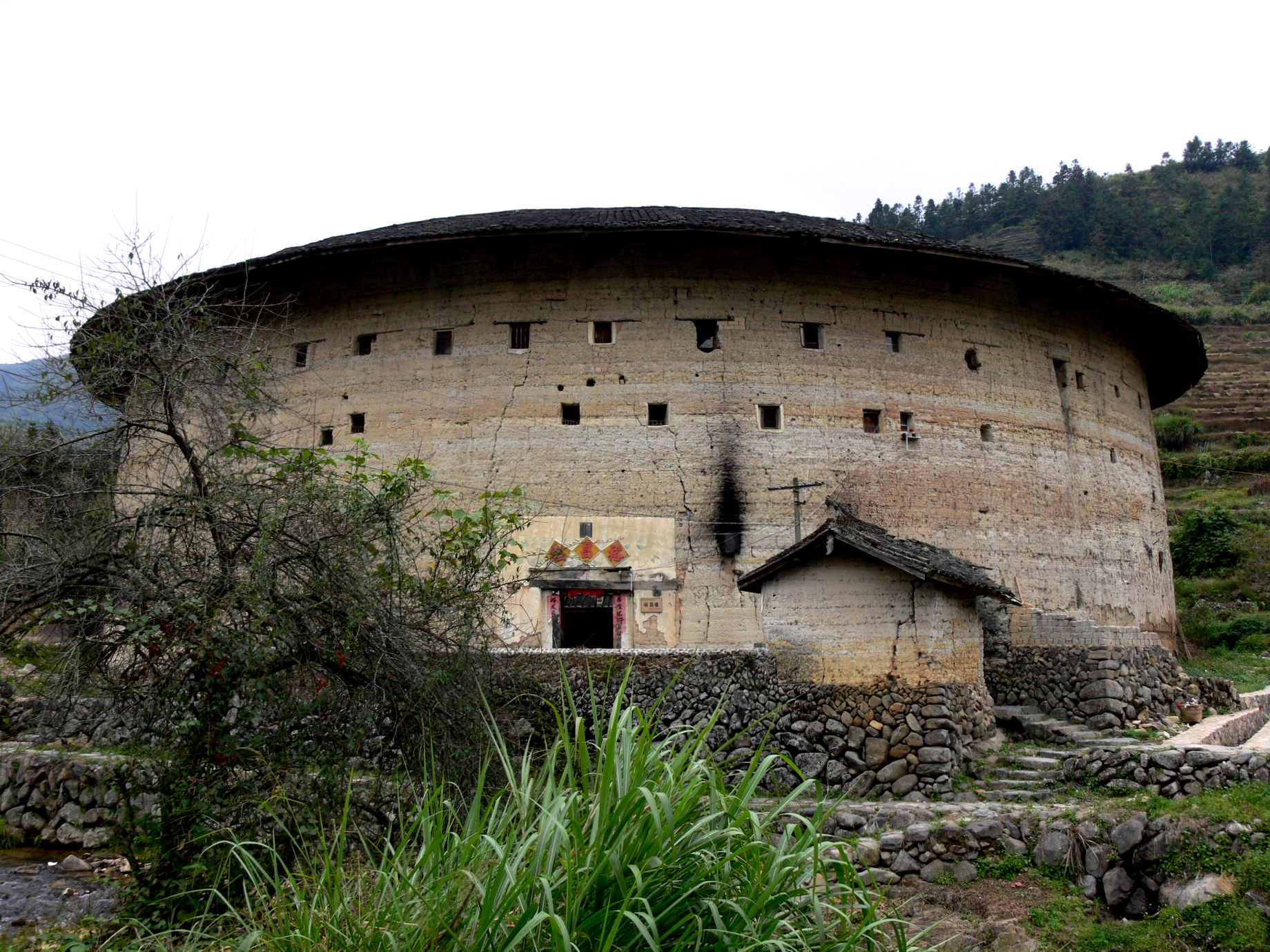
中國元代漳州南靖裕昌樓

## 流傳的範圍
近世以來，因地少人多导致的耕地严重不足，閩南人被迫不斷往海外移民，更有不少被卖猪仔至南洋各地沦为苦力，使得闽南民系（包括其分支潮汕人）的足跡遍佈众多国家。如今的闽南文化主要流傳於福建南部、广东的潮汕地區、海陸豐、浙江南部和臺灣，以及東南亞的越南、泰國、印度尼西亞、菲律賓、新加坡、馬來西亞、汶萊等地的華人社區。

## 備註
1. ↑  白話字作 Hūi-oaⁿ cha-bó͘，「查某」係閩南語「女人」之意。

## 外部連結
1. ↑  全称为《重刊五色潮泉插科增入詩詞北曲勾欄荔鏡記戲文全集》